# Dušan Metod Janota
Dušan Metod Janota (* 18. června 1922 Turzovka – 25. července 1997 Bratislava) byl slovenský spisovatel, ekolog a politik.

## Mládí a studia
Narodil se v roce 1922 v Turzovce do vlivné rodiny slovenského obrozence a politika Ľudovíta Janoty. V letech 1932 až 1936 studoval na gymnáziu a v letech letech 1936 až 1942 na Obchodní akademii v Bratislavě, kde odmaturoval. Od roku 1930 byl členem katolického skautingu v Petržalce, kde později působil jako skautský vedoucí. Po roce 1945 jako jeden z členů skautského vedení na pozvání britské Skautské asociace absolvoval skautskou školu Gilwell Park v Londýně. V letech 1943 až 1947 studoval ekonomické inženýrství na Slovenské vysoké škole hospodářských věd, poté v letech 1950 až 1952 na Pedagogické fakultě Slovenské univerzity v Bratislavě. V letech 1965 až 1967 studoval urbanistiku na Vysokém učení technickém v Brně.

## Kariéra
V letech 1947 až 1950 pracoval v nakladatelství Slovenská liga. Jako autor populárně naučné literatury se věnoval historii, kultuře a přírodě Slovenska. byl dlouholetým přispěvatelem časopisu Krásy Slovenska. V průběhu let se podílel na vzniku několika rozhlasových her. V letech 1950 až 1952 pracoval na pověřenictvu zemědělství v Bratislavě. Do roku 1961 pracoval ve Výzkumném ústavu zemědělské politiky Slovenské akademie věd. Od roku 1961 pracoval ve slovenském ústavu památkové péče a ochrany přírody. V roce 1969 byl zakládajícím členem Slovenského svazu ochránců přírody a krajiny. V letech 1981 až 1989 pak pracoval v Státním ústavu památkové péče a ochrany přírody v Bratislavě. V roce 1984 byl jedním z iniciátorů vytvoření chráněné krajinné oblasti Kysuce. Působil v orgánech organizací OSN Organizace pro výživu a zemědělství a UNESCO.

## Politická činnost
Od mládí se pohyboval v katolickém prostředí. Po roce 1939 byl členem Hlinkovy mládeže. V roce 1946 byl jedním ze zakládajících členů Strany slobody. V roce 1949 byl na někokolik měsíců uvězněn z důvodu útěku jeho přítele do exilu. Po jeho propuštění byl sledován Státní bezpečností. V roce 1968 spolupracoval při snaze obnovy skautské organizace.
V roce 1989 se aktivně účastnil událostí Sametové revoluce. Po rezignaci Kamila Brodzianského byl v prosinci 1989 jako představitel reformního křídla strany zvolen předsedou Strany slobody. V roce 1990 ho ve funkci nahradil Jozef Sirotňák. Po roce 1990 bylo odhaleno, že jeho jméno figurovalo v čele obsáhlého zničeného svazku Státní bezpečnosti. Od 70. let jako tajný spolupracovník předával informace bezpečnostním složkám o jeho činnosti v katolickém disentu. Byl členem Panevropské unie.

## Smrt a odkaz
Dušan Metod Janota zemřel v červenci 1997 v Bratislavě. V roce 2005 byla na jeho počest pojmenována Obchodní akademie Dušana Metoda Janoty v Čadci. V roce 2009 mu byla in-memoriam udělena Cena Egona Erwina Kische.